# Giovanni Vincenzo Bonzano
Giovanni Vincenzo Bonzano, italijanski rimskokatoliški duhovnik, škof in kardinal, * 27. september 1867, Castelleto, † 26. november 1927.

## Življenjepis
21. maja 1890 je prejel duhovniško posvečenje pri Papeškem inštitutu za tuje misije.
2. februarja 1912 je bil imenovan za naslovnega nadškofa Meliten in za apostolskega delegata v ZDA; 3. marca istega leta je prejel škofovsko posvečenje.
Leta 1922 se je vrnil v Rim kot uradnik v Rimski kuriji.
11. decembra 1922 je bil povzdignjen v kardinala in imenovan za kardinal-duhovnika S. Pancrazio.